# Балканска лига
Балканската лига (съкратено „БИБЛ“) или Еврохолд Балканска лига е международна баскетболна лига, състояща се от баскетболни отбори на Балканите.

## Формат
Отборите са разделени в две групи по 5 или 6 отбора. Играе се всеки срещу всеки като домакин и гост. Продължават първите 4 от всяка група (през сезон 2011/2012 първите отбори от всяка група се класират директно за финалната фаза, а вторият и третият отбор играят плейофи за класиране на финалната фаза). Те играят кръстосано – първите от група А / група Б играят с четвъртите от група Б / група А, а вторите от група А / група Б играят с третите от група Б / група А. Финалната фаза от състезанието е на принципа финална четворка полуфинали и финал от по един мач.

## Отбори
Лигата се състои от 10 – 12 отбора. От създаването и до днес са участвали общо над 20 отбора:
- (5) България – Левски София, Рилски спортист Самоков, Балкан Ботевград, Спартак Плевен и Евроинс Черно море – Варна.
- (4) Черна Гора – Морнар Бар, Улцин, Ловчан Цетине и Теодо Тиват.
- (6) Румъния – Муреш Търгу Муреш, Динамо Букурещ, Тимишоара, Стяуа Букурещ, КСУ Куадрипол Брашов, Университатя Крайова.
- (3) Израел – БК Галил Галибоа, Апоел Холон и БК Апоел Тел Авив.
- (6) Сърбия – ОКК Белград, Свислон Таково Вршац, Мега Хипо Лизинг Белград, Раднички Крагуевац, Напредак Крушевац, Металац Валево.
- (5) Република Македония – Фени Индустри Кавадарци, Торус Скопие, Работнички Скопие, Куманово, Кожув Гевгелия.
- (1) Босна и Херцеговина – Зрински Мостар.
- (1) Хърватия – Джуро Джакович Славонски Брод.
- (1) Гърция – Кавала.
- (2) Косово – Сигал Прищина, Пея.

## Финали
2008/09  („Арена Самоков“) – гр. Самоков
| Отбор 1         | Резултат | Отбор 2            |
| --------------- | -------- | ------------------ |
| Рилски спортист | 84:77    | Фершпед Работнички |

| БК Рилски спортист                                 |
| Победител на Балканска Лига по баскетбол 2008/2009 |

2009/10  (Зала „Универсиада“) – гр. София
| Отбор 1 | Резултат | Отбор 2 |
| ------- | -------- | ------- |
| Левски  | 77:65    | Ловчен  |

| БК Левски                                          |
| Победител на Балканска Лига по баскетбол 2009/2010 |

2010/11  (Зала „Жасмин“) – гр. Кавадарци
| Отбор 1       | Резултат | Отбор 2         |
| ------------- | -------- | --------------- |
| Фени Индъстри | 88:75    | Рилски спортист |

| БК Фени Индъстри                                   |
| Победител на Балканска Лига по баскетбол 2010/2011 |

2011/12  (Зала „Ган Нировият“) – гр. Ган Нер
| Отбор 1      | Резултат | Отбор 2 |
| ------------ | -------- | ------- |
| Галил Гилбоа | 89:84    | Левски  |

| БК Галил Гилбоа                                    |
| Победител на Балканска Лига по баскетбол 2011/2012 |

2012/13  („Арена Самоков“) – гр. Самоков
| Отбор 1      | Резултат | Отбор 2 |
| ------------ | -------- | ------- |
| Галил Гилбоа | 87:79    | Левски  |

| БК Галил Гилбоа                                    |
| Победител на Балканска Лига по баскетбол 2012/2013 |

2013/14  („Палати де спорте“) – гр. Прищина
| Отбор 1 | Резултат | Отбор 2      |
| ------- | -------- | ------------ |
| Левски  | 85:79    | Галил Гилбоа |

| БК Левски                                          |
| Победител на Балканска Лига по баскетбол 2013/2014 |

2014/15  Прищина |  София
| Отбор 1          | Резултат     | Отбор 2         |
| ---------------- | ------------ | --------------- |
| БК Сигал Прищина | 74:72, 80:71 | Рилски спортист |

| БК Сигал Прищина                                   |
| Победител на Балканска Лига по баскетбол 2014/2015 |

2015/16  Прищина |  Бар
| Отбор 1          | Резултат     | Отбор 2   |
| ---------------- | ------------ | --------- |
| БК Сигал Прищина | 82:68, 68:75 | Монар Бар |

| БК Сигал Прищина                                   |
| Победител на Балканска Лига по баскетбол 2015/2016 |

2016/17  – гр. Стара Загора |  – гр.Куманово
| Отбор 1 | Резултат     | Отбор 2     |
| ------- | ------------ | ----------- |
| Берое   | 84:55, 77:73 | БК Куманово |

| БК Берое                                           |
| Победител на Балканска Лига по баскетбол 2016/2017 |

2017/18  („Арена Самоков“) – гр. Самоков
| Отбор 1        | Резултат | Отбор 2 |
| -------------- | -------- | ------- |
| БК Левски 2014 | 83:72    | Башкими |

| БК Левски 2014                                     |
| Победител на Балканска Лига по баскетбол 2017/2018 |

2018/19  („Тирана Олимпийски Парк“) – гр. Тирана
| Отбор 1         | Резултат | Отбор 2  |
| --------------- | -------- | -------- |
| БК Блокотехника | 82:68    | БК Теута |

| БК Блокотехник                                     |
| Победител на Балканска Лига по баскетбол 2018/2019 |

| Отбор 1        | Резултат | Отбор 2             |
| -------------- | -------- | ------------------- |
| БК Апоел Холон | 91:75    | БК Академик Бултекс |

| БК Апоел Холон                                     |
| Победител на Балканска Лига по баскетбол 2020/2021 |

2013/14  („Холон хал“) – гр. Холон

## Победители
- БК Левски (Сф):
  -  – 2010, 2014
    -  2012, 2013

- Апоел (Галил Гилбоа):
  -  – 2012, 2013
    -  2014

- БК Сигал Прищина:
  -  – 2015, 2016

- Рилски спортист:
  -  – 2009
    -  2011, 2015

- БК Фени Индъстри:
  -  – 2011
    -  2009

- Берое:
  -  – 2017

- БК Левски 2014:
  -  – 2018

- БК Блокотехника:
  -  – 2019

- БК Апоел Холон:
  -  – 2021

## Сезони
- Балканска лига 2008-09
- Балканска лига 2009-10
- Балканска лига 2010-11
- Балканска лига 2011-12
- Балканска лига 2012-13
- Балканска лига 2013-14